# Selma (Seeungeheuer)

Das Wappen von Seljord schmückt sich seit 1989 mit einer Seeschlange in der Heraldik. Es soll das ortsansässige Seeungeheuer Selma symbolisieren.

Selma ist der Name eines schlangenähnlichen Seeungeheuers, das im norwegischen See Seljordsvatn leben soll.

## Beschreibung
Selma soll zwischen 4 und 50 Meter lang sein, von pechschwarzer Farbe und mit einem pferde- oder krokodilähnlichem Kopf. Gelegentlich wird auch von einem Paar Vorderflossen und ein bis zwei Buckeln gesprochen.

## Sichtungen

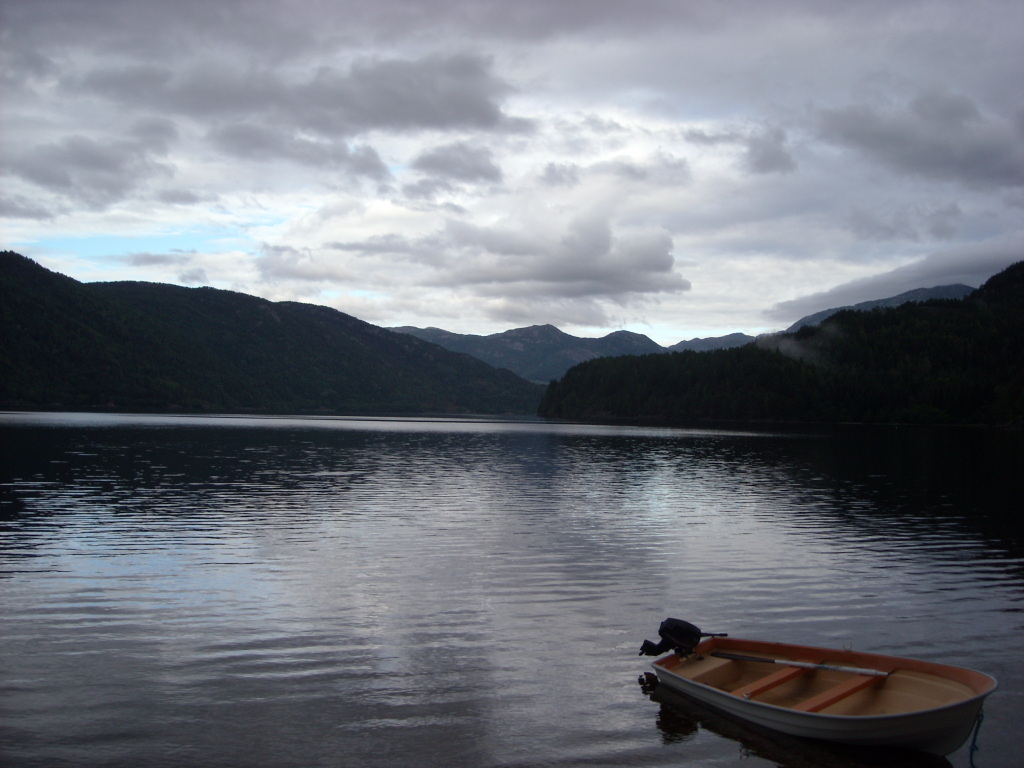
Um den See Seljordsvatn bei Seljord in der norwegischen Provinz Telemark ranken sich viele Geschichten um das Seeungeheuer Selma. Es soll dort angeblich leben und gesichtet worden sein.

Einige der zahlreichen Sichtungen Selmas:
- 1750: Erste Sichtung
- 1977: Der schwedische Kryptozoologe Jan-Ove Sundberg, ein begeisterter Selma-Fan, nahm seltsame Sonarsignale auf dem See auf, die offenbar ein großes Ziel anzeigten, das sich in einer Tiefe von etwa 18 Metern unter seinem Boot bewegte. Wenige Tage später nahm das Sonar drei Objekte auf, die parallel zueinander schwammen.
- 15. Juli 2003: Ein Mann, der nicht genannt werden will, und ein Freund filmten zwei vermeintliche Seeschlangen.

Laut Bernt Solvoll, dem Kulturdirektor des nahegelegenen Ortes Seljord, wäre der Zeitraum zwischen Juli und August ideal für die Tiere, da sie offenbar in den wärmeren Sommermonaten ihre Paarungszeit haben.

## Fangversuche
Sundberg wollte Selma mithilfe einer gewaltigen Falle in Form einer Reuse einfangen, nachdem er mehrere Jahre zuvor schon vergeblich versucht hatte, Nessie mit einer Seeschlangenfalle zu fangen. Der Versuch blieb erfolglos.